# 崔荣子
崔荣子（韓語：최영자，1975年5月30日—），韩国女子网球运动员。她曾在韩国釜山举行的2002年亚洲运动会中搭档金美玉获得女子双打项目金牌。她也参加了1996年夏季奥运会。